# Daniel Mulvihill
Daniel Mulvihill (* 17. März 1903; † 12. Juli 1970 in Coeur d’Alene (Idaho)) war ein amerikanischer Mediziner. Er wurde bekannt als Mittelpunktfigur eines internationalen Zwischenfalls im Jahr 1933.

## Leben und Wirken
Nach dem Besuch des Holy Cross College widmete Mulvihill sich dem Studium der Medizin an der Yale University Medical School. Seinen Abschluss dort erhielt er 1928. In den folgenden Jahren arbeitete er als Chirurg im Long Island Medical College Hospital.
1933 hielt Mulvihill sich einige Monate lang in Berlin auf, um an der Charite die Methoden deutscher Kollegen, insbesondere Ferdinand Sauerbruchs, zu studieren. Während dieser Zeit wurde er zur Mittelpunktfigur eines Zwischenfalls mit internationalen Auswirkungen: Am 15. August 1933 beobachtete Mulvihill auf dem Boulevard Unter den Linden im Berliner Regierungsviertel einen Aufmarsch der nationalsozialistischen SA. Da er anders als die übrigen Zuschauer den paradierenden SA-Leuten nicht den Hitlergruß darbot, sondern diese ohne diese „Ehrenbezeugung“ beguckte, trat ein SA-Mann, der dies bemerkte, aus der Marschformation heraus, näherte sich Mulvihill und versetzte ihm völlig unerwartet einen heftigen Schlag gegen den Kopf, wobei Mulvihill eine Verletzung eines Trommelfells erlitt, die schwer genug war, um ihn zeitweise der Gefahr des Ertaubens auszusetzen. Anschließend kehrte der SA-Mann ruhig in die Formation zurück und reihte sich wieder ein.
Nachdem Mulvihill sich bei der amerikanischen Botschaft über den unmotivierten Angriff beschwert hatte, weitete der Angriff sich rasch zu einem internationalen Zwischenfall aus: In der amerikanischen und britischen Presse erschienen in den folgenden Tagen zahlreiche empörte Berichte, die die Rohheit der nationalsozialistischen Sturmtruppen anprangerten und die Ungeheuerlichkeit des Angriffes auf einen amerikanischen Staatsbürger beklagten. Die amerikanische Regierung reichte nach den Meldungen ihrer Berliner Diplomaten offiziell Beschwerde bei der deutschen Regierung wegen des Vorfalls ein. Im Bemühen die diplomatischen Wogen zu glätten ließ die NS-Regierung Mulvihills Angreifer verhaften und in ein Konzentrationslager einweisen, während der Berliner SA-Chef Karl Ernst dem amerikanischen Botschafter William Edward Dodd einen Entschuldigungsbesuch abstattete, bei dem er sein Bedauern über den Angriff auf Mulvihill bekundete und versprach, Maßnahmen zur Unterbindung ähnlicher Angriffe zu ergreifen. Die Hitler-Regierung nahm den Fall Mulvihill zum Anlass, um durch den preußischen Innenminister Hermann Göring einen Erlass ausgeben zu lassen, der Staatsorgane und „nationale Organisationen“ wie die SA und SS anwies, dass ausländische Staatsangehörige zukünftig von der Verpflichtung zur Darbietung des Deutschen Grußes gegenüber deutschen Hoheitsträgern, Flaggen und Abzeichen befreit seien und für seine Unterlassung oder Verweigerung nicht belästigt oder belangt werden dürften.
Während des Zweiten Weltkriegs kam Mulvihill als Mediziner des 15. Feldlazaretts (Evacuation Hospital) der US-Armee in Afrika, Sizilien und Italien zum Einsatz. Nach dem Krieg war Mulvihill Leiter der Thoraxchirurgie des St. Vincent’s Hospital in New York and Dozent an der New York University School of Medicine. 1968 siedelte er nach Chicago über, wo er eine Stellung als Co-Direktor des American College of Surgeons übernahm. Er starb 1970 während der Teilnahme an einem Kongress des Colleges of Surgeons in Idaho.